# Robert Benoist

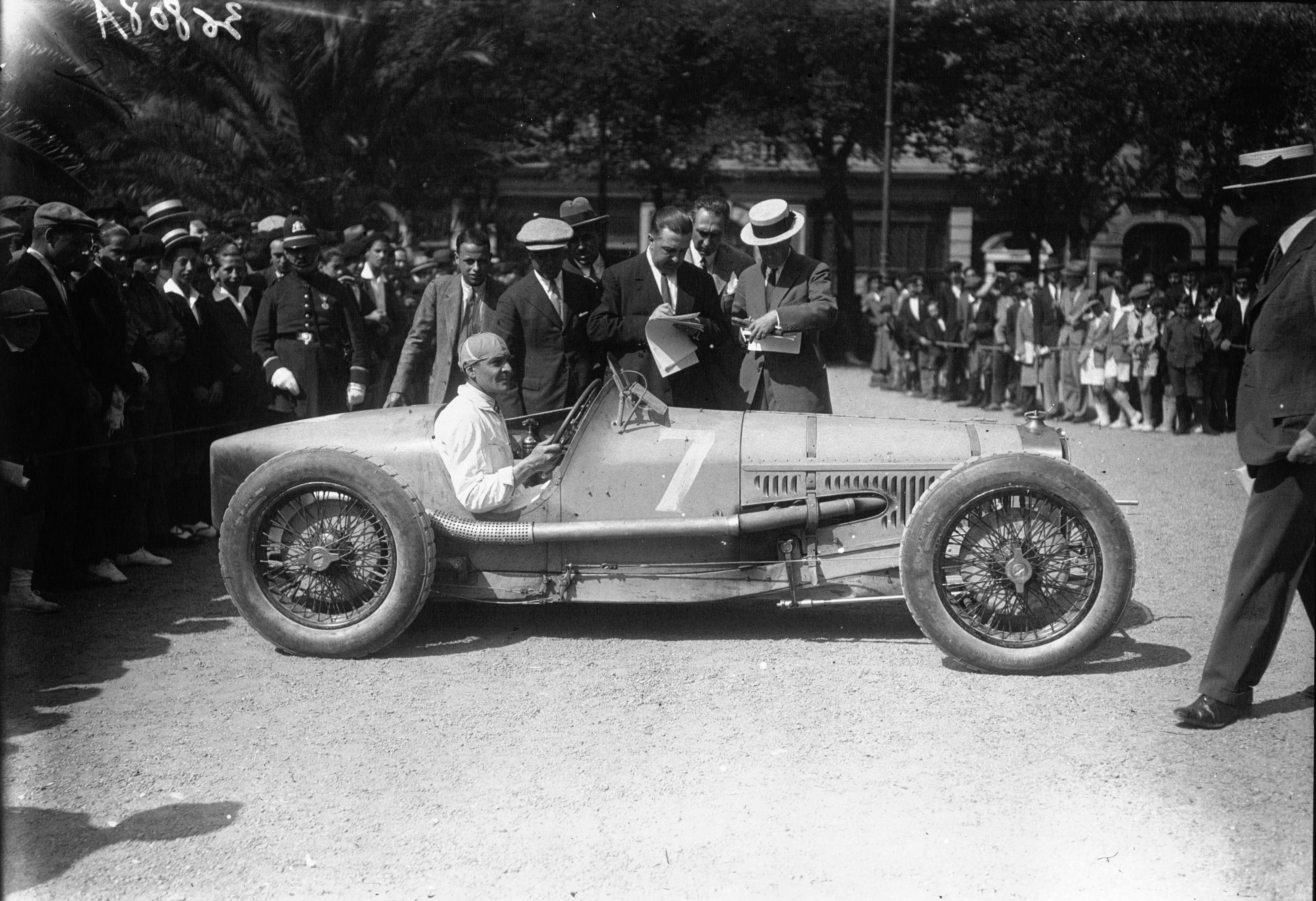
Robert Benoist podczas San Sebastián Grand Prix (1926)

Robert Marcel Charles Benoist (ur. 20 marca 1895 w Auffargis, Île-de-France, zm. 9 września 1944 w Buchenwaldzie) – francuski kierowca wyścigowy.
Rozpoczął swoją karierę w 1923, natomiast w 1924 zadebiutował w wyścigach cyklu Grand Prix.
Pierwsze podium zdobył w 1923 w Grand Prix Europy, a rok później wygrał ex aequo z Alberto Divo Grand Prix Francji.
W 1927 przeszedł do zespołu Bugatti, w barwach którego wygrał 24-godzinny wyścig w Le Mans (partnerem był Jean-Pierre Wimille).
Podczas II wojny światowej dołączył do ruchu oporu, gdzie współpracował z innymi kierowcami wyścigowymi: Williamem Groverem-Williamsem oraz Jean-Pierre'em Wimille.
W 1944 został schwytany przez gestapo i rozstrzelany w obozie koncentracyjnym Buchenwald (KL).